# Lorenzo Sonego
Lorenzo Sonego (Turijn, 11 mei 1995) is een Italiaans tennisser. Hij speelt professioneel tennis sinds 2016. Hij won drie toernooien in het ATP- en één toernooi in het Challengercircuit in het enkelspel en één toernooi in het ATP- en één toernooi in het Challengercircuit in het dubbelspel. Zijn grandslamdebuut maakte hij op de Australian Open 2018.

## Palmares
| Legenda                       | Legenda               |
| ----------------------------- | --------------------- |
| Grand Slam                    |                       |
| Olympische Spelen             |                       |
| tot 2009                      | vanaf 2009            |
| Tennis Masters Cup            | ATP Finals            |
| ATP Masters Series            | ATP Tour Masters 1000 |
| ATP International Series Gold | ATP Tour 500          |
| ATP International Series      | ATP Tour 250          |

### Enkelspel
| Nr.                  | Datum             | Toernooi       | Ondergrond    | Tegenstander in finale | Score               | Details |
| -------------------- | ----------------- | -------------- | ------------- | ---------------------- | ------------------- | ------- |
| Gewonnen finales     |                   |                |               |                        |                     |         |
| 1.                   | 29 juni 2019      | ATP Antalya    | Gras          | Miomir Kecmanović      | 6-7(5), 7-6(5), 6-1 | Details |
| 2.                   | 11 april 2021     | ATP Cagliari   | Gravel        | Laslo Djere            | 2-6, 7-6(5), 6-4    | Details |
| 3.                   | 25 september 2022 | ATP Metz       | Hardcourt (i) | Aleksandr Boeblik      | 7-6(3), 6-2         | Details |
| Verloren finales     |                   |                |               |                        |                     |         |
| 1.                   | 1 november 2020   | ATP Wenen      | Hardcourt (i) | Andrej Roebljov        | 4-6, 4-6            | Details |
| 2.                   | 26 juni 2021      | ATP Eastbourne | Gras          | Alex de Minaur         | 6-4, 4-6, 6-7(5)    | Details |
| Gewonnen challengers |                   |                |               |                        |                     |         |
| 1.                   | 17 oktober 2017   | Ortisei        | Hardcourt (i) | Tim Pütz               | 6-4, 6-4            |         |

### Dubbelspel
| Nr.                              | Datum            | Toernooi      | Ondergrond | Partner          | Tegenstanders in finale       | Score            | Details |
| -------------------------------- | ---------------- | ------------- | ---------- | ---------------- | ----------------------------- | ---------------- | ------- |
| Gewonnen finales herendubbel     |                  |               |            |                  |                               |                  |         |
| 1.                               | 10 april 2021    | ATP Cagliari  | Gravel     | Andrea Vavassori | Simone Bolelli Andrés Molteni | 6-3, 6-4         | Details |
| 2.                               | 31 juli 2022     | ATP Kitzbühel | Gravel     | Pedro Martínez   | Tim Pütz Michael Venus        | 5–7, 6–4, [10–8] | Details |
| Gewonnen challengers herendubbel |                  |               |            |                  |                               |                  |         |
| 1.                               | 26 november 2017 | Andria        | Tapijt (i) | Andrea Vavassori | Sander Arends Sander Gillé    | 6-3, 3-6, [10-7] |         |

### Landencompetities
| Nr.              | Datum               | Toernooi  | Ondergrond    | Partner(s)                                                  | Tegenstanders                                                           | Score               | Ref.    |
| ---------------- | ------------------- | --------- | ------------- | ----------------------------------------------------------- | ----------------------------------------------------------------------- | ------------------- | ------- |
| Gewonnen finales |                     |           |               |                                                             |                                                                         |                     |         |
| 1.               | 21-26 november 2023 | Davis Cup | Hardcourt (i) | Jannik Sinner Lorenzo Musetti Matteo Arnaldi Simone Bolelli | Alex de Minaur Matthew Ebden Alexei Popyrin Max Purcell Jordan Thompson | 2-0 (2 wedstrijden) | Details |

## Resultaten grote toernooien
| Legenda | Legenda                          |
| ------- | -------------------------------- |
| g.t.    | geen toernooi gehouden           |
| l.c.    | lagere categorie                 |
| –       | niet deelgenomen                 |
| G       | uitgeschakeld in de groepsfase   |
| 1R      | uitgeschakeld in de eerste ronde |
| 2R      | uitgeschakeld in de tweede ronde |
| 3R      | uitgeschakeld in de derde ronde  |
| 4R      | uitgeschakeld in de vierde ronde |
| KF      | uitgeschakeld in de kwartfinale  |
| HF      | uitgeschakeld in de halve finale |
| F       | de finale verloren               |
| W       | het toernooi gewonnen            |
| w-v     | winst/verlies-balans             |

### Enkelspel
| grandslamtoernooien  |     |      |      |      |      |      |      |   |
| Australian Open      | –   | 2R   | –    | 1R   | 2R   | 3R   | 2R   |   |
| Roland Garros        | –   | –    | 1R   | 4R   | 1R   | 3R   | 4R   |   |
| Wimbledon            | –   | 1R   | 1R   | g.t. | 4R   | 3R   | 1R   |   |
| US Open              | –   | 2R   | 2R   | 1R   | 1R   | 1R   | 2R   |   |
| ATP Masters 1000     |     |      |      |      |      |      |      |   |
| Indian Wells         | –   | –    | –    | g.t. | 2R   | 2R   | 2R   |   |
| Miami                | –   | –    | 2R   | g.t. | 4R   | 2R   | 4R   |   |
| Monte Carlo          | –   | –    | KF   | g.t. | 2R   | 2R   | 2R   |   |
| Madrid               | –   | –    | –    | g.t. | –    | 1R   | 1R   |   |
| Rome                 | 1R  | 2R   | 1R   | 2R   | HF   | 1R   | 3R   |   |
| Montreal/Toronto     | –   | –    | –    | g.t. | 1R   | –    | 1R   |   |
| Cincinnati           | –   | –    | 1R   | 1R   | 3R   | 1R   | 2R   |   |
| Shanghai             | –   | –    | 1R   | g.t. | g.t. | g.t. | 1R   |   |
| Parijs               | –   | –    | –    | 2R   | 1R   | 1R   | –    |   |
| olympisch            |     |      |      |      |      |      |      |   |
| Olympische Spelen    | –   | g.t. | g.t. | g.t. | 2R   | g.t. | g.t. |   |
| statistieken         |     |      |      |      |      |      |      |   |
| totaal aantal titels | 0   | 0    | 1    | 0    | 1    | 1    | 0    | 0 |
| eindejaarsranking    | 300 | 107  | 52   | 33   | 27   | 45   | 46   |   |

### Dubbelspel
| grandslamtoernooien  |      |      |      |      |      |  |
| Australian Open      | –    | 1R   | 2R   | 3R   | –    |  |
| Roland Garros        | 2R   | 1R   | 1R   | 2R   | –    |  |
| Wimbledon            | 1R   | g.t. | –    | –    | –    |  |
| US Open              | –    | –    | –    | –    | –    |  |
| ATP Masters 1000     |      |      |      |      |      |  |
| Indian Wells         | –    | g.t. | KF   | –    | –    |  |
| Miami                | –    | g.t. | –    | 2R   | –    |  |
| Monte Carlo          | –    | g.t. | –    | 1R   | –    |  |
| Madrid               | –    | g.t. | –    | –    | –    |  |
| Rome                 | 1R   | KF   | 1R   | 2R   | –    |  |
| Montreal/Toronto     | –    | g.t. | 1R   | –    | –    |  |
| Cincinnati           | –    | –    | –    | –    | KF   |  |
| Shanghai             | –    | g.t. | g.t. | g.t. | –    |  |
| Parijs               | –    | –    | 1R   | –    | –    |  |
| olympisch            |      |      |      |      |      |  |
| Olympische Spelen    | g.t. | g.t. | 2R   | g.t. | g.t. |  |
| statistieken         |      |      |      |      |      |  |
| totaal aantal titels | 0    | 0    | 1    | 1    | 0    |  |
| eindejaarsranking    | 454  | 228  | 140  | 62   | 240  |  |

## 2022Externe links
- (en)  Profiel van Lorenzo Sonego op de website van de ATP
- (en) Profiel van Lorenzo Sonego op de website van de ITF
- (en)  Profiel van Lorenzo Sonego in de Davis Cup
- (en)  Profiel van Lorenzo Sonego op olympedia.org